# Christina Dimitriou

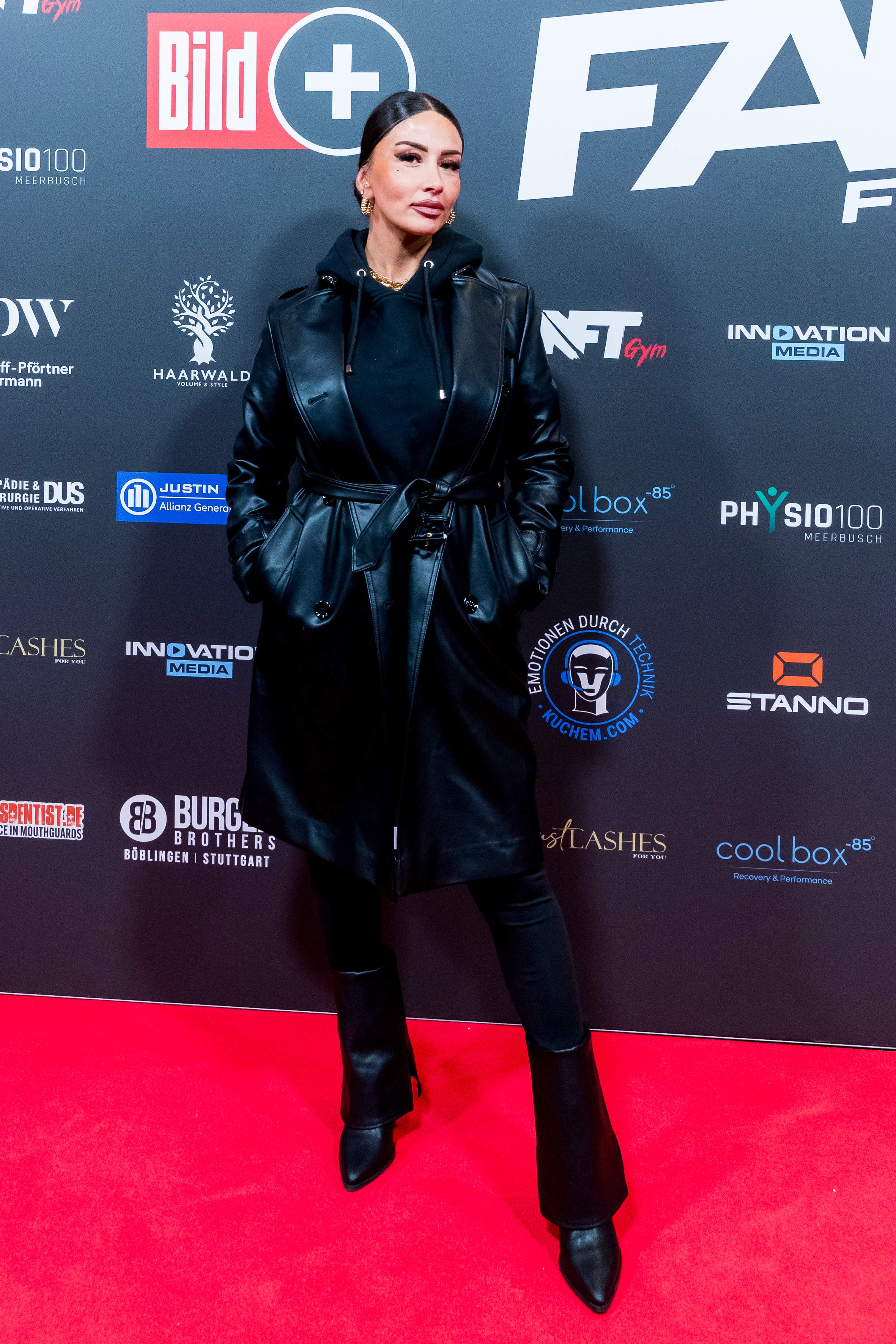
Christina Dimitriou (2024)

Christina Dimitriou (* 2. Januar 1992 in Dortmund) ist eine deutsche Reality-TV-Teilnehmerin.

## Leben
Christina Dimitriou ist griechischer Abstammung und wuchs in Dortmund auf.
Mit 17 absolvierte Dimitriou eine Ausbildung im Kosmetikbereich. Später zog sie nach Griechenland, wo sie drei Jahre lang als Visagistin und Friseurin arbeitete. Mit 21 kam sie wieder nach Deutschland und arbeitete weiterhin selbstständig, bis sie in den Einzelhandel wechselte.
Seit ihrer Jugend leidet Dimitriou an Multipler Sklerose und kämpft öfters mit Schüben, in denen sie nichts mehr sieht.
2019 nahm Dimitriou mit ihrem damaligen Freund, Salvatore Vassallo, an der ersten Staffel der Dating-Reality-Show Temptation Island – Versuchung im Paradies auf RTL teil. Am Ende der Show trennten sie sich.
Im Sommer 2020 war Dimitriou Kandidatin in der TVNow-Serie Ex on the Beach. Dort lernte sie Aleksandar Petrovic kennen, mit dem sie bis 2022 zusammen war. Gemeinsam mit ihm nahm sie im Dezember an CoupleChallenge – Das stärkste Team gewinnt teil. Im Sommer 2022 nahmen sie gemeinsam an  Temptation Island VIP teil. Dabei betrog Petrovic sie mit der damals 22-jährigen Vanessa Nwattu, was zur Trennung der beiden führte. 
Im Januar 2021 war Dimitriou Teilnehmerin der Dschungelshow auf RTL. Im Halbfinale schied sie aus.

## Fernsehauftritte
- 2017: Dein Krempel oder ich! (RTL II)
- 2018: Taff (ProSieben)
- 2019: Temptation Island (RTL)
- 2020: Ex on the Beach (RTL+)
- 2020: CoupleChallenge – Das stärkste Team gewinnt (RTL+)
- 2021: Ich bin ein Star – Die große Dschungelshow (RTL)
- 2022: Temptation Island VIP (RTL+)
- 2022: The Real Life (RTL+)
- 2024: Reality Backpackers (Joyn)
- 2024: Shut the f* up! Silent Library (RTL+)
- 2024, 2025: The 50 (Prime Video)
- 2024: Das große Promi-Büßen (ProSieben)